# Acacia cyperophylla
Acacia cyperophylla — вид квіткових рослин з родини бобових. Ареал: Австралія (Західна Австралія, Південна Австралія, Квінсленд, Північна територія).

## Середовище й екологія
Зустрічається в посушливих регіонах, на глинистих, піщаних або кам'янистих ґрунтах, часто вздовж струмків на луках або у відкритих лісах.

## Біоморфологічна характеристика
Це кущ або зазвичай багатостовбурне дерево заввишки до 12 метрів. Філодії жорсткі, круглі в поперечному перерізі, діаметром близько двох міліметрів, довжиною від десяти до п'ятнадцяти сантиметрів і вигнуті. Квітки жовті, зібрані в циліндричні китиці довжиною близько двох сантиметрів. Стручки широкі та плоскі, приблизно вісім сантиметрів у довжину та сім міліметрів у ширину. Кора постійно відшаровується на дрібні кучеряві стружки оранжево-коричневого забарвлення.